# NO RAIN NO RAINBOW
「NO RAIN NO RAINBOW」（ノー・レイン・ノー・レインボー）は、日本のヒップホップグループ・HOME MADE 家族の通算14作目のシングル。

## 解説
2008年第3弾シングル。初回生産限定盤には、タイアップ作品である『劇場版 NARUTO -ナルト- 疾風伝 絆』の予告編映像と、2007年12月22日に名古屋市の日本ガイシホールで行われたライブにおける「NO RAIN NO RAINBOW」初披露時の映像が収録されたDVDが付属。また、限定盤と通常盤（初回生産分のみ）は、それぞれ異なる柄の『劇場版 NARUTO -ナルト- 疾風伝 絆』オリジナルワイドキャップステッカー仕様となっている。

## 収録曲
1. NO RAIN NO RAINBOW (5:02)
作詞：KURO/MICRO/U-ICHI 作曲：KURO/MICRO/U-ICHI/Yuji Kano(Taja) 編曲：HOME MADE 家族/Yuji Kano
東宝配給映画『劇場版 NARUTO -ナルト- 疾風伝 絆』主題歌。
2. フロンティア (5:17)
作詞/作曲：KURO/MICRO/U-ICHI/Ryosuke Imai
2008年東海地区地上デジタルテレビジョン放送推進キャンペーンソング。
3. I Wish (4:37)
作詞/作曲：KURO/MICRO/U-ICHI 編曲：U-ICHI/Yuji Kano

## 収録アルバム
- HOME（#1, #2, #3）